# Katoliška teološka fakulteta v Würzburgu
Katoliška teološka fakulteta v Würzburgu (nemško Katholisch-Theologische Fakultät) je fakulteta, ki deluje v okviru Univerze v Würzburgu in je bila ustanovljena leta 1582.